# Myrmeleon (Myrmeleon) alcestris
Myrmeleon (Myrmeleon) alcestris is een insect uit de familie van de mierenleeuwen (Myrmeleontidae), die tot de orde netvleugeligen (Neuroptera) behoort. 
Myrmeleon (Myrmeleon) alcestris is voor het eerst wetenschappelijk beschreven door Banks in 1911.